# Рыбинск (локомотивное депо)
Локомотивное депо Рыбинск — оборотное локомотивное депо Северной железной дороги в городе Рыбинск.

## История
5 мая 1857 года Рыбинское купечество обратилось в Департамент железных дорог МПС России с прошением о строительстве Рыбинско — Бологовской железной дороги, и через 10 лет, 1867 году правительство России выделило деньги. Зимой 1867 года начались работы по прокладке линии, а в 1868 году в Рыбинске началось строительство паровозного депо на 8 паровозов, железнодорожных мастерских, вокзала, и других построек.

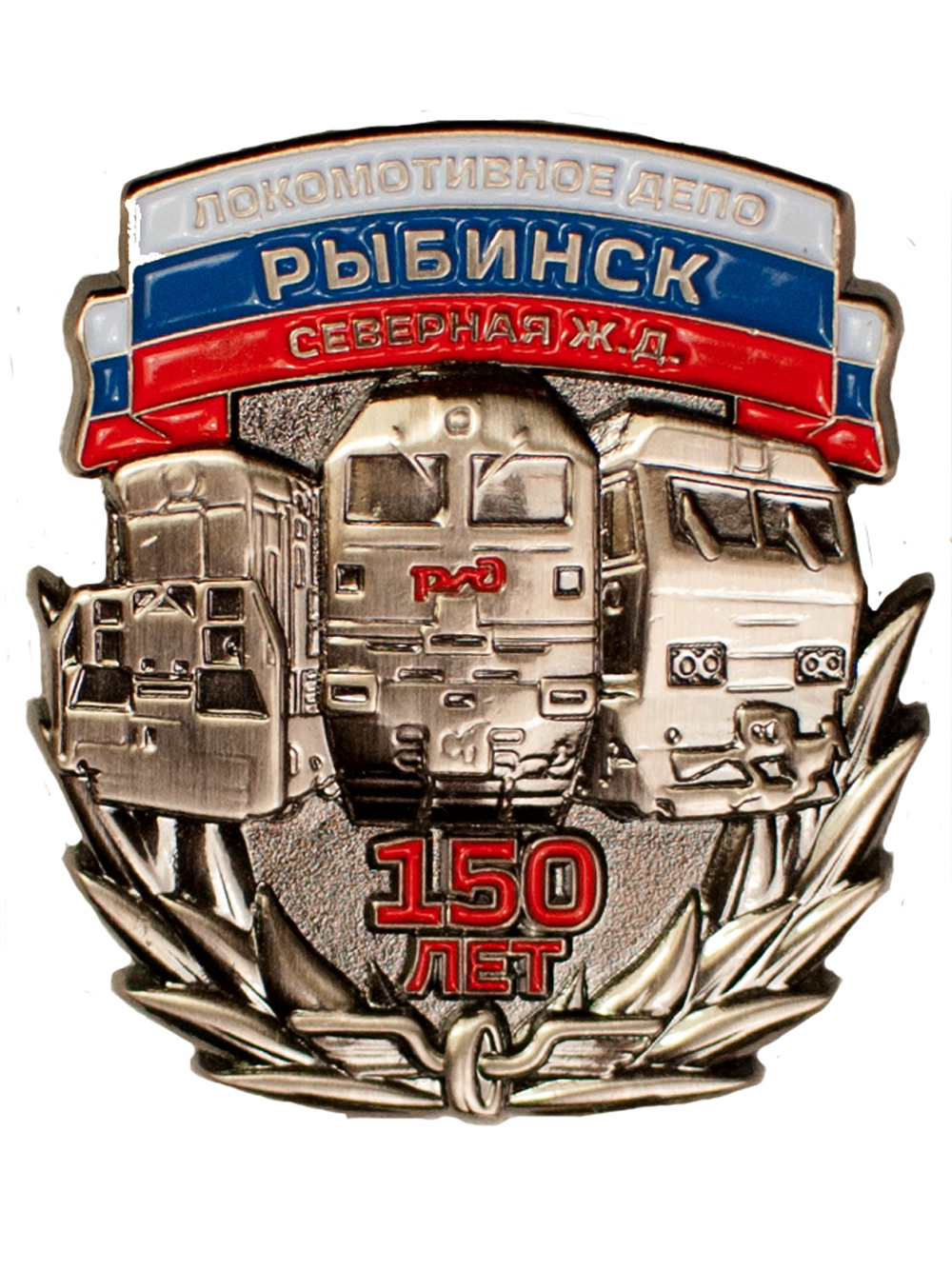
Нагрудный знак к 150-летию локомотивного депо Рыбинск

28 мая 1870 года специальная комиссия под председательством председателя Госдепартамента России, инженер-генерал-майора Зуева прибыла на Рыбинско-Бологовскую железную дорогу для осмотра и принятия в эксплуатацию железнодорожного участка от города Рыбинска до станции Бологое. 2 июня 1870 года комиссия дала заключение о готовности этого участка к эксплуатации. 4 июня 1870 года министр путей сообщения, генерал-майор В. А. Бобринский, доложил императору Александру II, что «с этого дня открыто движение на Рыбинско-Бологовской железной дороге, длина которой составляет 280 верст».
17 июня Департамент железной дороги МПС рапортовал в Главный штаб Военного министерства России об открытии новой железнодорожной линии. К моменту открытия движения была проделана огромная работа. Кроме железнодорожного полотна от Рыбинска до Бологое было построено множество зданий и сооружений, в том числе паровозное депо на 8 паровозов, железнодорожные мастерские, магазин для угля, водоёмное здание и другие объекты.
Рыбинский участок службы тяги обслуживал грузовое движение до ст. Бежецк — 136 км, пассажирское до ст. Бологое − 300 км. С 1902 года стали обслуживать участок Рыбинск-Ярославль − 78 км. В поездах и на маневрах использовались маломощные паровозы серии Р, и серии О — ОВ, ОД, весовая норма которых 600 тонн, а также серии «Щ», которые водили поезда весом 900 т.
В паровозном депо Рыбинск в основном проводился лишь текущий ремонт паровозов и холодная промывка котлов. Рядом с депо находились главные железнодорожные мастерские (теперь АО «Раскат»), которые с 1903 года производили капитальный ремонт паровозов для всей Петербургской сети Московско-Видново-Рыбинской железной дороги.
Рабочие депо и железнодорожных мастерских работали в тяжелейших условиях. Помещения были грязными и тесными, с керосиновым освещением. Осмотр и ремонт паровозов проводился с факелами. Тяжелые условия работы были и у паровозных бригад. Поездка длилась 2-3 суток, а иногда и более. При увеличении размеров движения, отдыха почти не было. Пищу готовили сами в оборотных депо за счет времени отдыха. Выходных дней не было. Оплата труда была повёрстная. Тяжелые условия труда, штрафы, обсчёты — все это вызвало среди рабочих недовольство руководством.
В 1905 году прошла всеобщая железнодорожная забастовка. 16 октября делегация рабочих выехала в Петербург с наказом мастеровых и рабочих мастерских. В течение весны и лета 1906 года проходят массовки, устраиваются забастовки. За участие в маёвке 1906 года были уволены 21 человек. Железнодорожники устроили забастовку с требованием вернуть на работу уволенных товарищей. Администрация была вынуждена удовлетворить требование бастующих. В 1909 году в железнодорожных мастерских создается профсоюз.
В годы Первой мировой войны железнодорожные мастерские изготавливают снаряды.
После Октябрьской революции мастерские имели большое значение в ликвидации разрухи на транспорте, восстанавливались поврежденные паровозы и аварийный подвижной состав. В Главных железнодорожных мастерских была организована группа рабочей молодежи имени «Третьего Интернационала». В годы гражданской войны проходили субботники. Только за 1920 год на общественных началах было отремонтировано по одному паровозу заводским и средними ремонтами и 71 паровоз текущим ремонтом. В 1919—1920 гг. в депо было организовано 6 бригад для доставки хлеба из Средней Азии в Москву и Петроград.
В 1920 г. Главные железнодорожные мастерские были переоборудованы, а в 1929 г. разделены на три части — паровозное депо, вагонное депо, завод дорожных машин.
К концу 20-х годов значительно улучшилось состояние паровозного парка, что позволило увеличить грузооборот на участке Ярославль-Рыбинск-Бежецк на 25-30 %, увеличена техническая и участковая скорость.
В 1933 году прошла реконструкция депо, внедрение горячей промывки паровозов, освоение более мощных паровозов серии Эм.
1941—1945 годы: работа в условиях войны. Массовые трудовые подвиги ради победы над врагом.
В 1956 г. силами коллектива депо паровозы переоборудованы с угольного на нефтяное отопление.
1968—1970 гг.- Реконструкция и переход депо на тепловозную тягу,
в 1970 году участок Рыбинск — Сонково полностью перешёл на тепловозную тягу ТЭ3.
В 1971 году Локомотивному депо Рыбинск присвоено звание «Предприятие высокой культуры производства».
в 1987 году участок Рыбинск — Сонково полностью перешёл на тепловозы 2ТЭ10Л.
После 2001 года локомотивное депо Рыбинск становится структурным подразделением локомотивного депо Ярославль-Главный, в 2003 передано в состав локомотивного депо Иваново. В 2009 г. произошло разделение локомотивного депо на ремонтное и эксплуатационное.

## Галерея

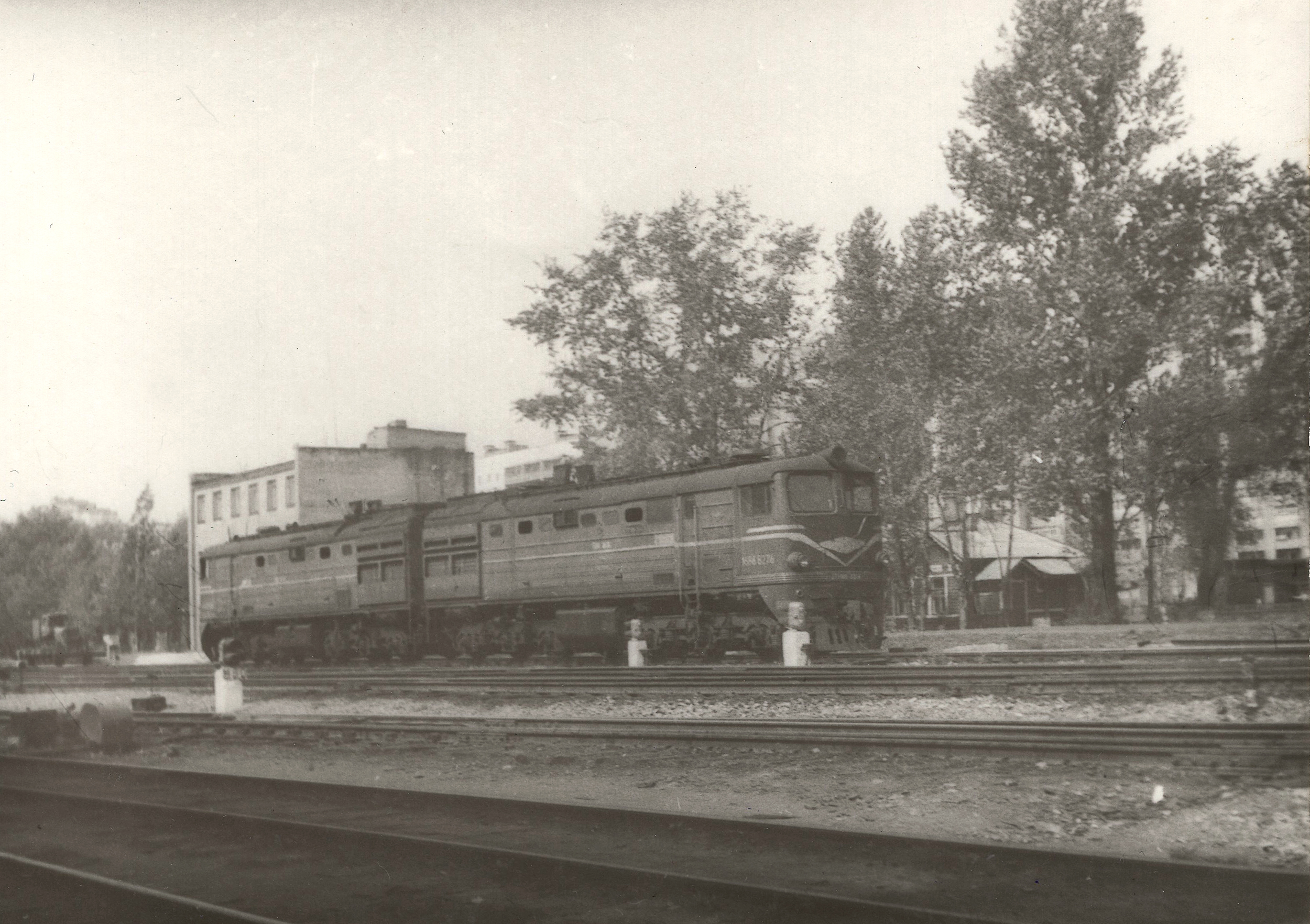
Тепловоз 2ТЭ10Л на станции Рыбинск-Пассажирский
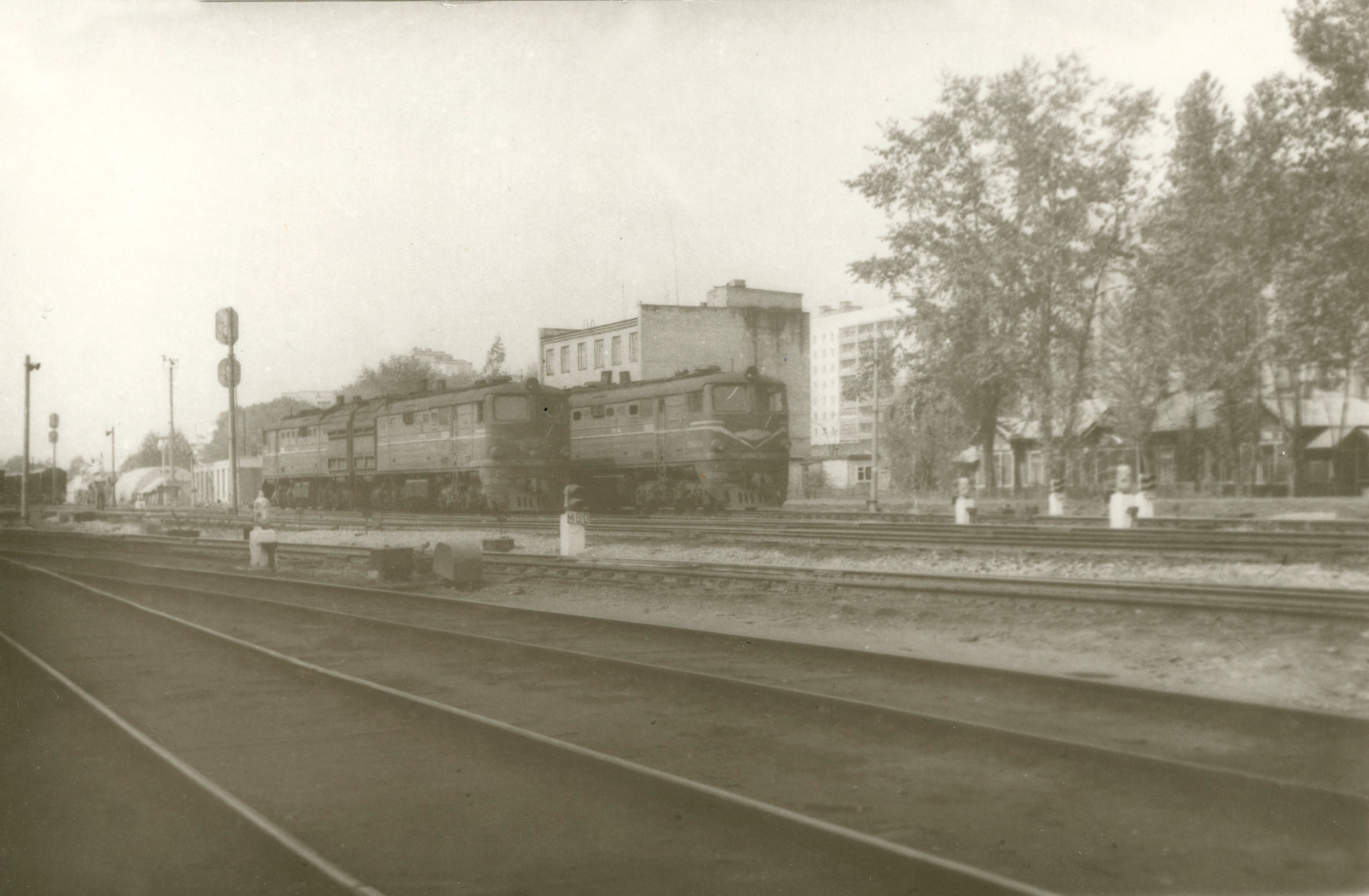
Тепловозы 2ТЭ10Л на станции Рыбинск-Пассажирский
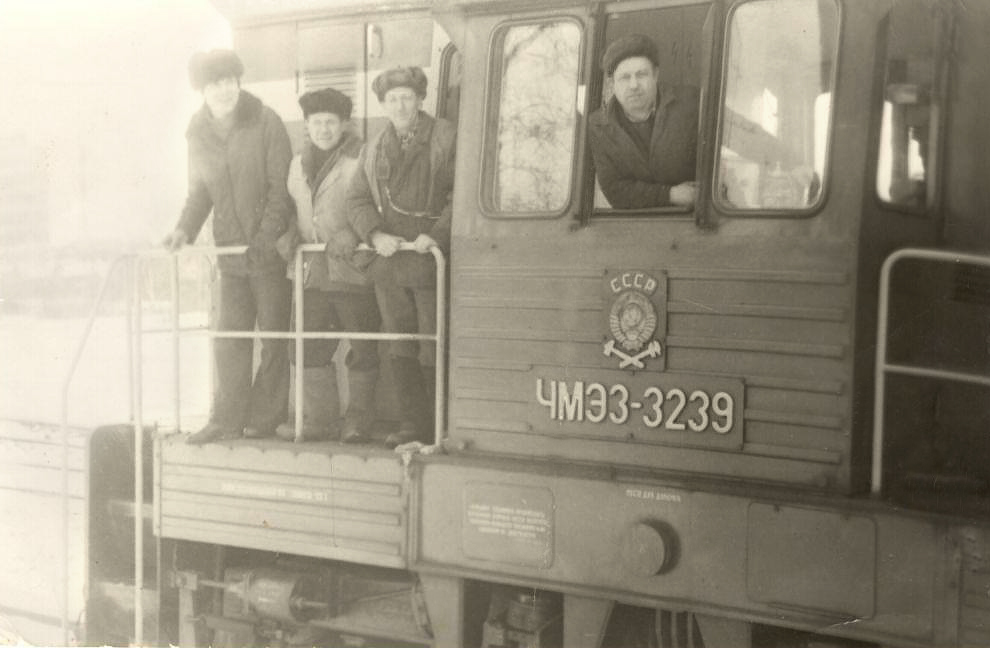
Работники депо Рыбинск на тепловозе ЧМЭ3 № 3239
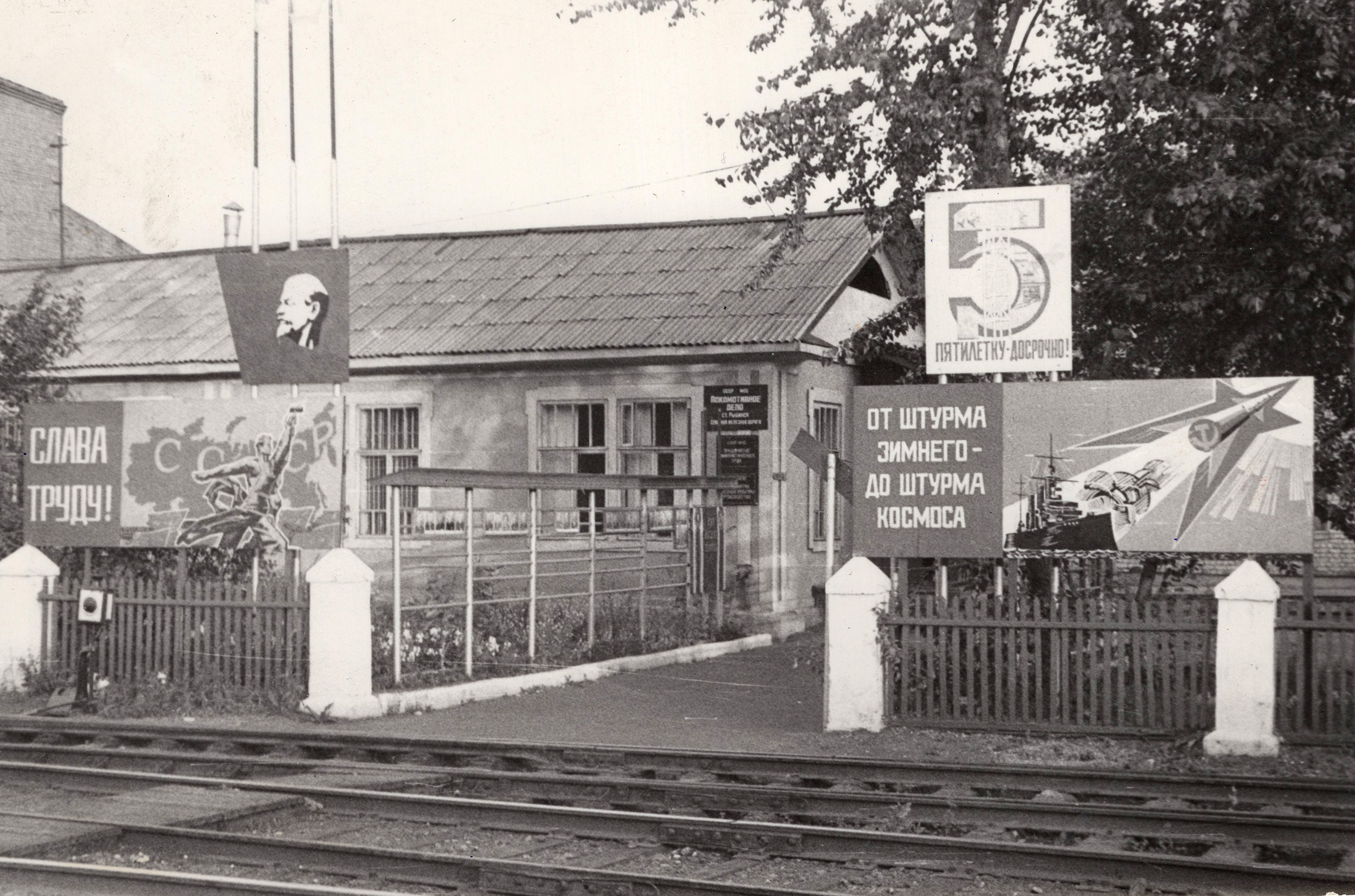
Здание локомотивного депо Рыбинск, 1955 год
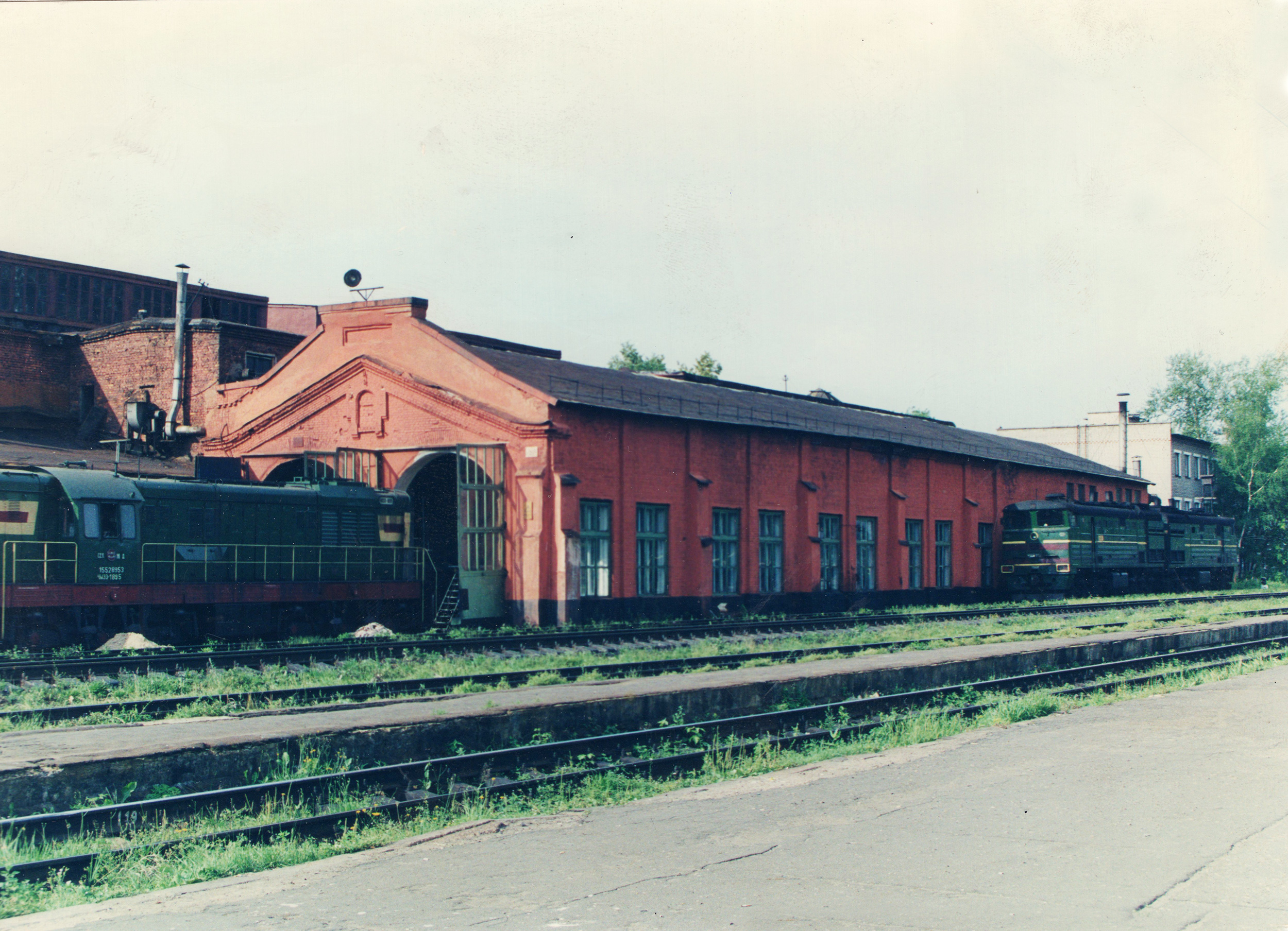
Здание цеха ТО-2 локомотивное депо Рыбинск
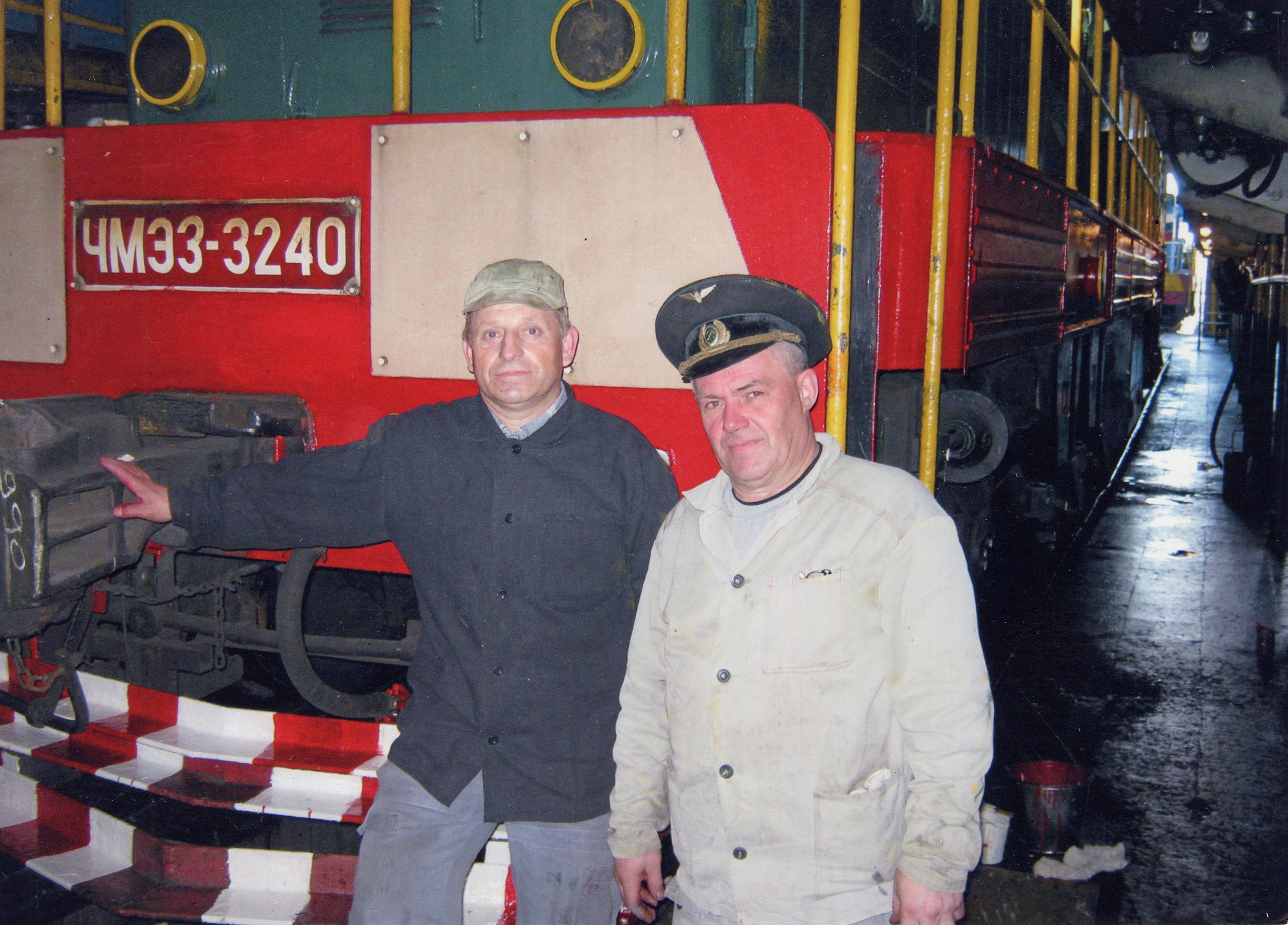
Машинисты тепловоза в цеху ТО-3 локомотивного депо Рыбинск у тепловоза ЧМЭ3 № 3240
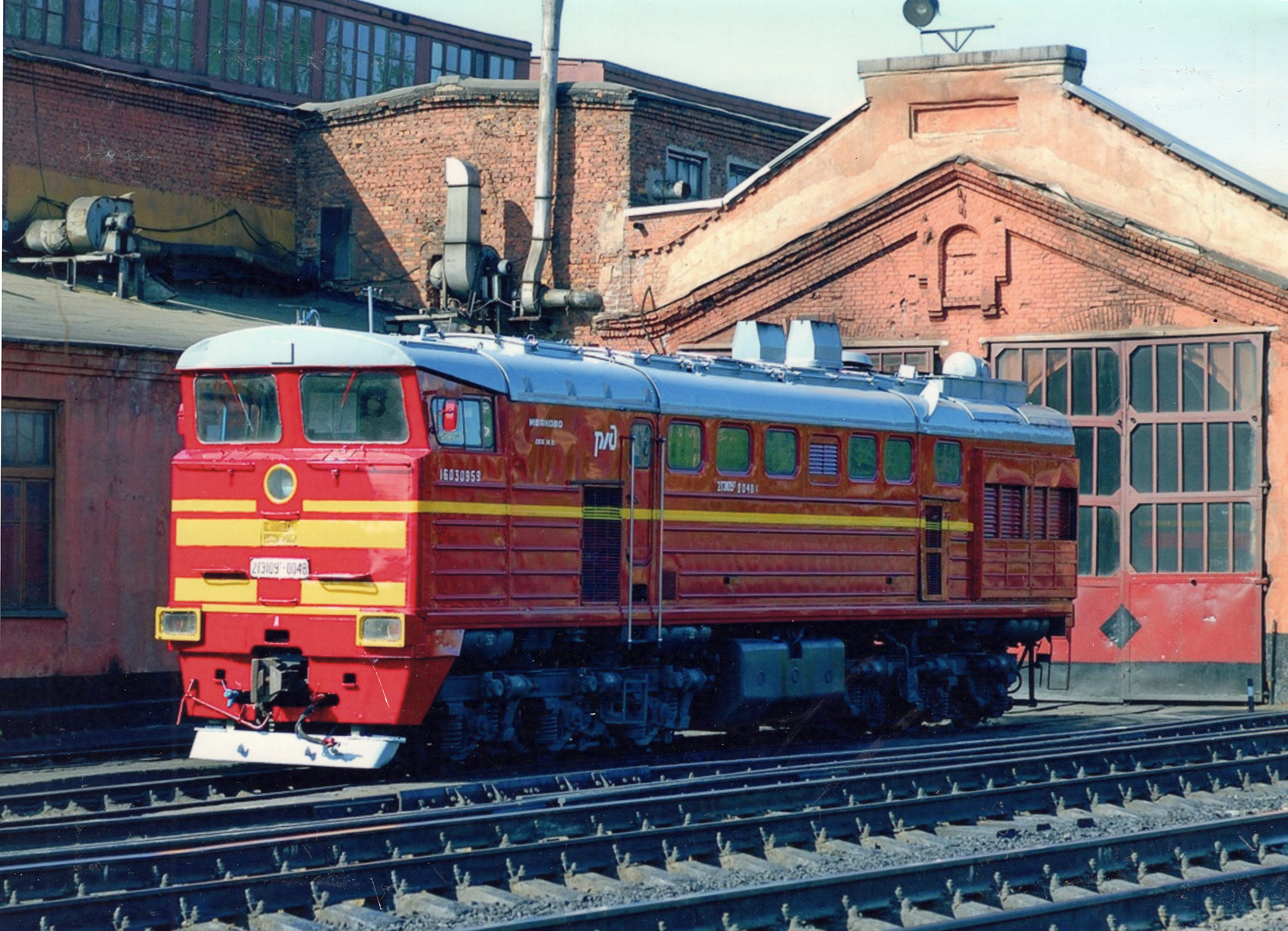
Тепловоз 2ТЭ10У № 0048 (секция А) у ворот цеха ТО-2 локомотивного депо Рыбинск
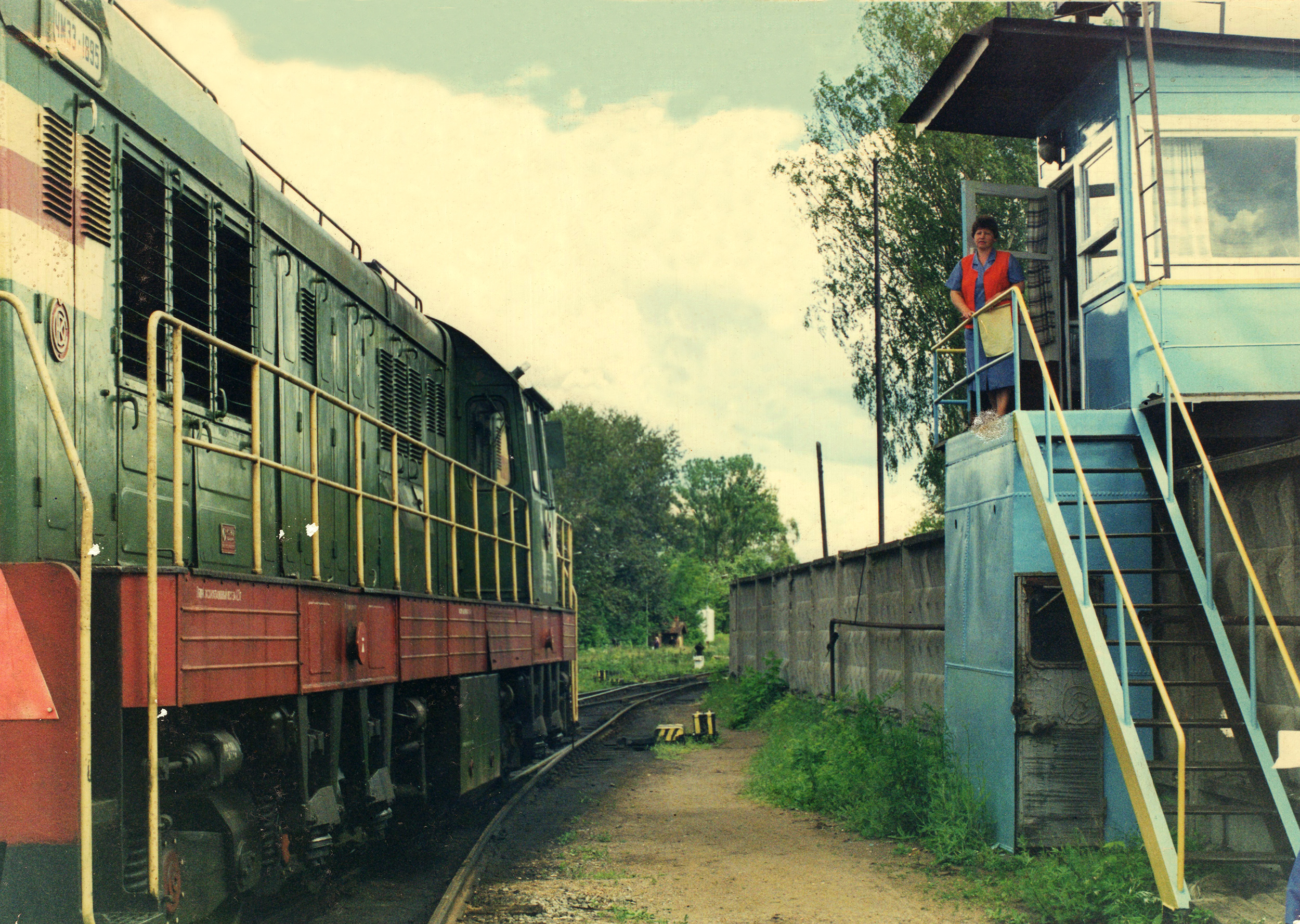
Тепловоз ЧМЭ3 у поста ЭЦ локомотивного депо Рыбинск
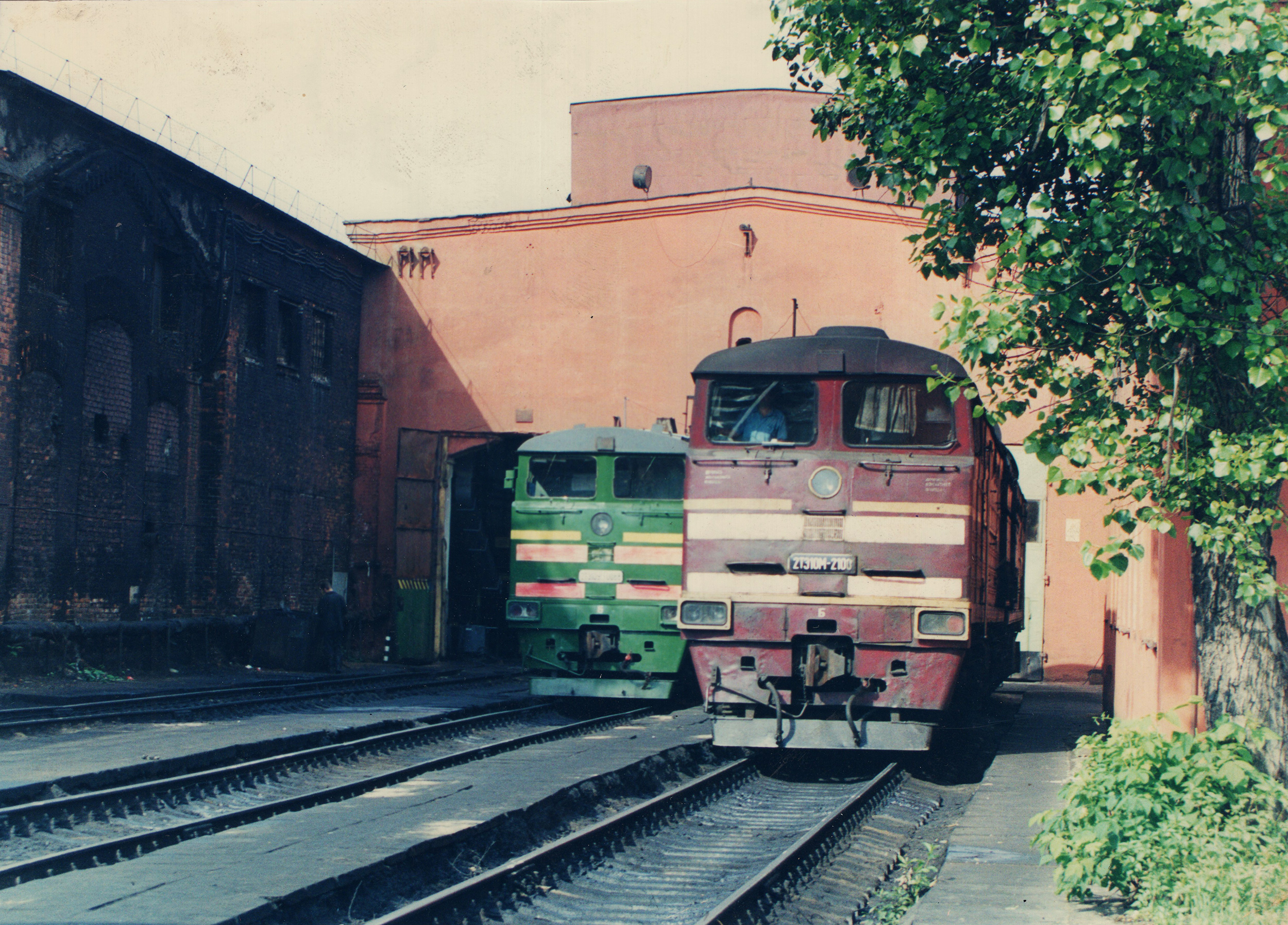
Тепловоз 2ТЭ10Мк № 2100 у ворот цеха ТО-3 локомотивного депо Рыбинск
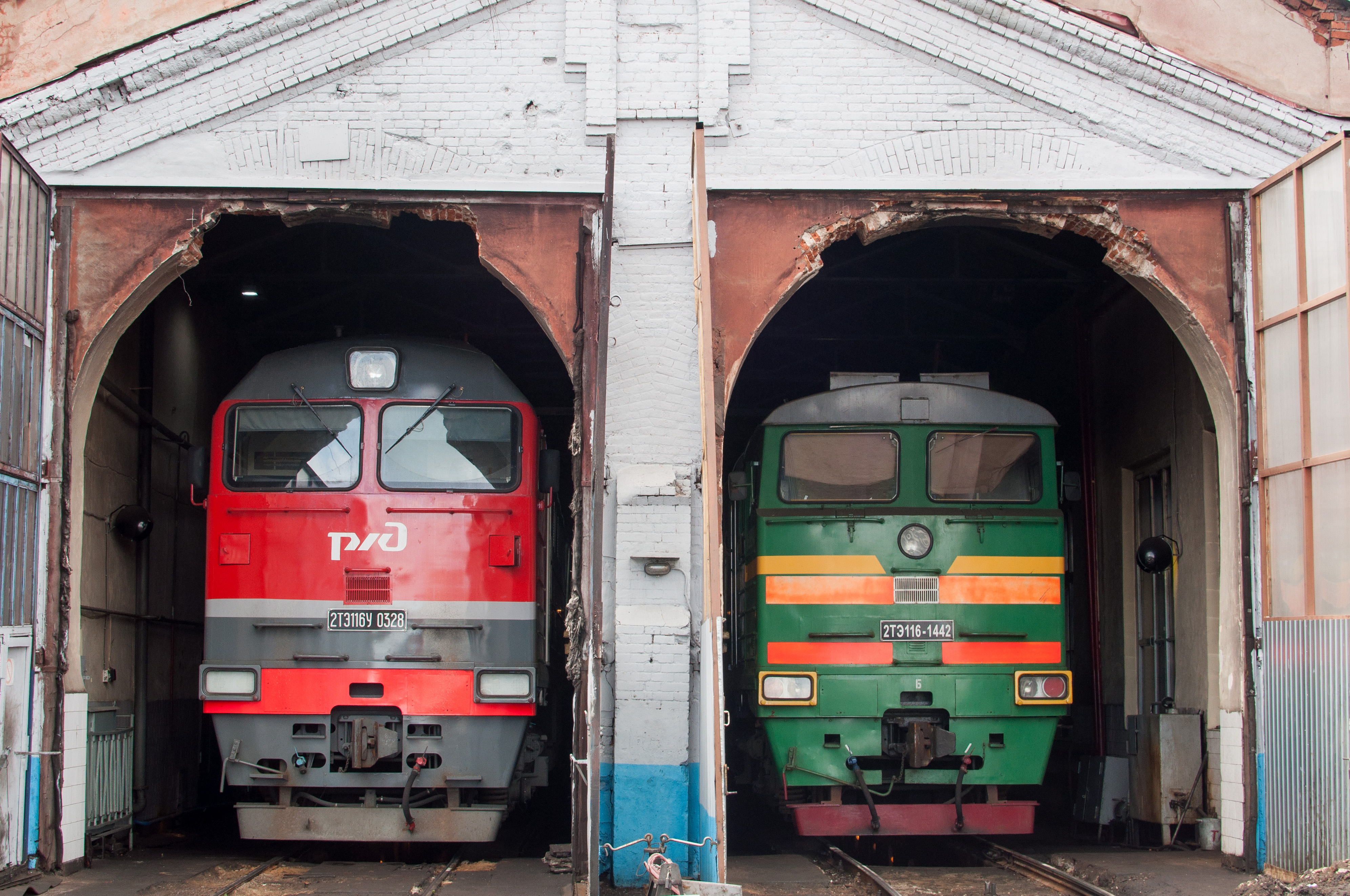
Тепловозы 2ТЭ116У № 328, 2ТЭ116 № 1442 в цеху ТО-2 локомотивного депо Рыбинск, проведение ТО-2